# Wilhelm Heinrich Waagen
Wilhelm Heinrich Waagen (Múnich, 23 de junio de 1841 - Viena, 24 de marzo de 1900) fue un geólogo y paleontólogo alemán.

## Biografía
Wilhelm Heinrich Waagen recibió su título en filosofía en la Universidad de Múnich, donde publicó un trabajo elaborado de geología que fue premiada por la universidad. En 1866, se convirtió en un instructor en paleontología de esta universidad y al mismo tiempo enseñó a la Princesa Teresa y el príncipe Arnulfo de Baviera. A pesar de ser un excelente profesor y especialmente competente en el trabajo, Waagen, por ser un fiel católico, no tenía posibilidades de obtener una cátedra en la Universidad de Múnich. En consecuencia, en 1870, aceptó la oferta de un cargo de en el servicio geológico de la India.
En 1875, regresó definitivamente a Europa debido al severo clima de la India. En 1877 se convirtió en un instructor en la Universidad de Viena y ha dictado conferencias con gran éxito sobre la geología de la India. En 1879 Waagen desempeñó el cargo profesor de geología y mineralogía en el Instituto Politécnico Alemán de Praga; en 1890 se convirtió en profesor de paleontología en la Universidad de Viena, y en 1886 rechazó una invitación para la escuela de minas Berlín. En 1893, se convirtió en miembro correspondiente de la Academia de Ciencias.
Sus escritos antes de su viaje a la India trataban especialmente sobre el Jura alemán Jura y sus fósiles. Su mayor trabajo fue su investigación geológica de la India, por la rica presentación científica de material paleontológico. En 1869, después de un exhaustivo estudio sobre los ammonoideos, Waagen abogó por la teoría de la evolución o mutación para determinadas series de fósiles. Waagen era un católico activo, y dos años antes de su muerte escribió un tratado sobre el primer capítulo del Génesis donde mostró sus virtudes de geólogo y cristiano.

## Obras
Waagen fue editor de la revista Geognostische paläontologische-Beiträge (Múnich), y durante los años 1894 a 1900 director de Beiträge zur Paläontologie Oesterreich-Ungams und des Orients (Viena), tras la muerte de Joachim Barrande (1799 - 1883) editó varios volúmenes del trabajo de Barrande, Système silurien.
Los trabajos más importantes de Waagen fueron:
- Der Jura in Franken, Schwaben und der Schweiz (Munique, 1864);
- Klassification der Schichten des obern Jura (Múnich, 1865);
- Die Formenreihe des Ammonites subradiatus (Múnich, 1869);
- Ueber die geologische Verteilung der Organismen in Indien (Viena, 1878);
- Das Schopfungsproblem y Natur und Offenbarung (Münster, 1898;
- Gliederun der pelagischen Sedimente des Triassystems(Viena, 1895).

En inglés escribió:
- Jurassic Fauna of Kutch (1873-6);
- Productus Limestone (1879-91);
- Fossils from the Ceratite Formation (1892).